# 新幹線951形電車

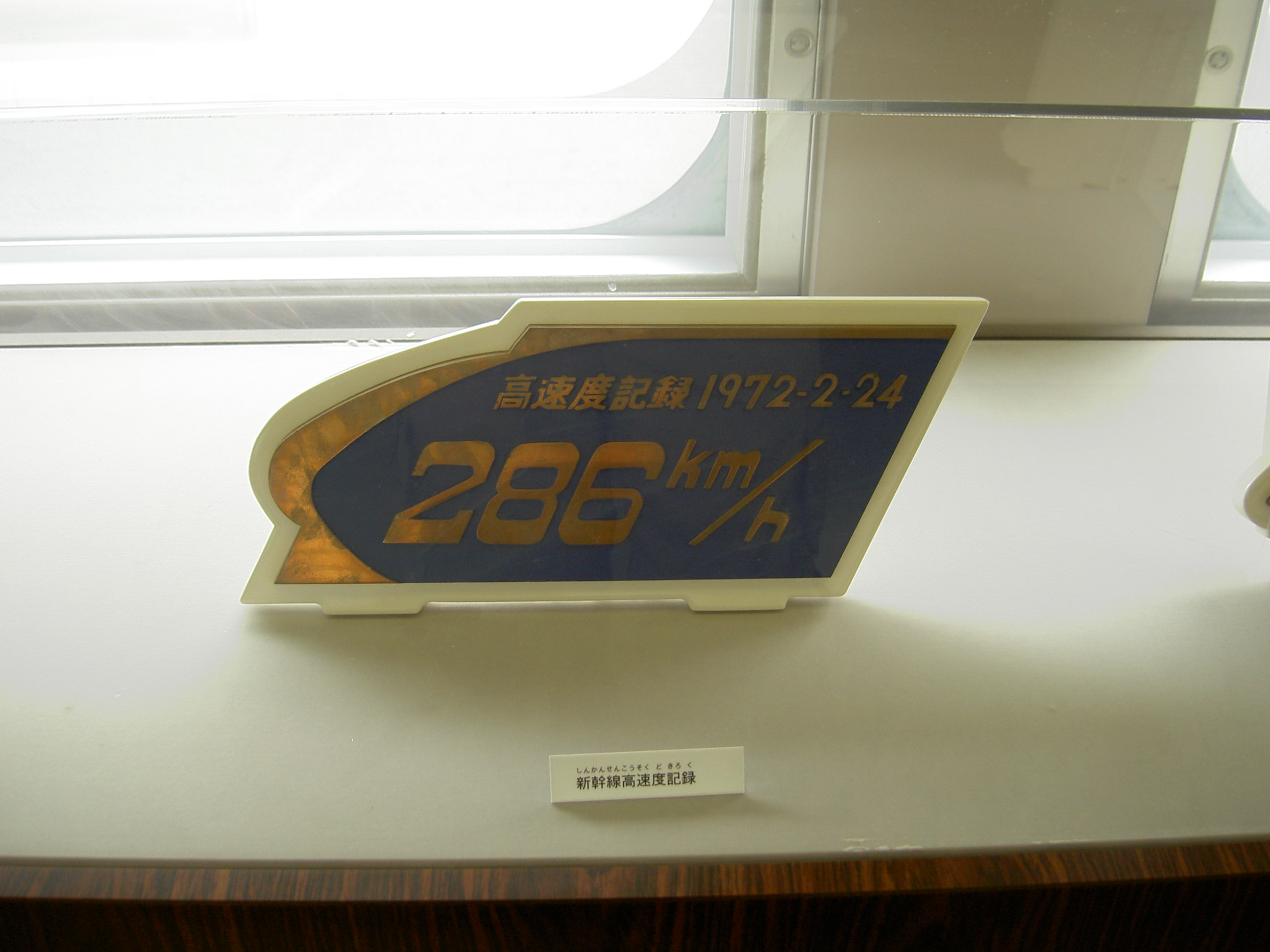
東京都国分寺市ひかりプラザ内にある新幹線資料館内部に展示されている、286 km/h達成を記念するプレート

新幹線951形電車（しんかんせん951がたでんしゃ）とは、1972年3月の山陽新幹線の岡山駅までの開業に伴い、日本国有鉄道（国鉄）が当時の営業運転での最高速度210 km/hを超える250 km/h運転の新型車両を開発するために、1969年3月に製作された2両編成の試験車両である。

## 車体
0系新幹線のモデルチェンジ車であり、車体・機器などほとんどが新しく設計したものとなっている。新製当初搭載した機器とは別に、新たに開発した機器に取り替えることも計画していた。寸法は概ね既存の0系のそれを踏襲し、全長25 m、全幅3,386 mm、全高4,490 mmである。
軽量化のために新幹線では初のアルミ合金製構体とし、車体剛性を確保するためにボディーマウント構造を採用、流線形の先頭部は空気抵抗軽減のために0系の約4.5 mから約6.5 mへ2 m延伸された。また気密構造が採用され、山陽新幹線では六甲トンネルをはじめ長大トンネルが多数建設される計画であったことから、トンネル突入時などの気圧変動対策として新開発の連続換気装置を搭載、0系では屋根に搭載されていた冷房装置は、ヒートポンプ式のAU91・AU92を床下にいずれか2基ずつ搭載として低重心化を図っている。
側窓は2席分を1枚とした広窓構成で、951-1では窓中央内側に細いピラーを立てて電動ベネシアンブラインドのガイドレールとしている。これに対し、951-2では電動横引きカーテンが採用されたため、センターピラーがない。席は0系同様の2列+3列構成の転換クロスシートで、試験車であることから一部を座席無しとして計測機器搭載スペースなどに充てている。
951-1の運転台は、正面計器パネルのほか、右袖部を90度曲げたL字形とし、ここに各種スイッチ類を配置し、運転士が取り扱いしやすくした。

## 主要機器
0系後継系列の開発を念頭に置いて、設計時点での最新技術が投入されている。機器は複数メーカーで製造している。三菱電機ではTM917形主変圧器、MT916形主電動機、IC915形主平滑リアクトル、TS900形運転指令装置、AU92A形空調装置、OE9001形電磁油圧ブレーキ装置などを納入した。東京芝浦電気（現・東芝）ではMT916形主電動機、主回路転換器、MR903形主抵抗器、渦電流式レールブレーキ、補助電源用電動発電機（MG）、AU91A形空調装置、TS900形運転指令装置などを納入した。日立製作所では力行用シリコン制御整流装置、サイリスタ式チョッパ装置、MT916形主電動機、渦電流式レールブレーキ、定速度運転装置などを納入した（すべて落成時点の機器）。

### 主制御器
先行して在来線向けに設計されていたED77形や711系といった交流電気機関車・交流電車での技術開発成果を生かし、新幹線としては初採用のサイリスタによる連続位相制御方式を採用する。これにより、力行・発電ブレーキの双方で連続的な制御が可能となり、従来のマスコン（目標速度設定器）の段数指定による力行指令とブレーキ弁による制動指令の組み合わせに代えて、マスコンの速度指定による定速制御方式が採用された。
力行指令は「マスコン」という名称に代わり「目標速度設定器」という名称を使用しており、運転指令装置（原設計：三菱電機、設計・製作を担当）により0 - 300 km/hの間で目標速度に追従するよう制御される。ノッチは「0・40・60・80・100・120・140・160・180・200・220・240・260・280・300」（単位：速度 km/h）の15段構成となっている。ブレーキ設定器は電気指令式ブレーキの採用により、「取り外し位置、運転位置（ユルメ）、常用1 - 7段・非常位置から構成される。 

### 主電動機
高速走行における車両性能向上のため、主電動機は0系のMT200（端子電圧400 V時連続定格出力185 kW）と比較して大幅に出力アップしたMT916・MT917（端子電圧650 V時連続定格出力250 kW）が搭載された。駆動装置は0系同様、WNドライブを採用する。

### 台車
当初、車輪直径を0系用DT200の910 mmから1,000 mmに拡大し、後述するECBの支持高さを一定に保つ必要があったことなどから軸箱支持方式をIS式に代えて軸箱梁式としたDT9010・DT9011が試作されたが、これらはばね下質量が過大や大きな振動で1970年に実施された速度試験の際に通過後の軌道でPS枕木が割損するという事態が発生した。
このため、輪軸を中空軸構造としてばね下重量の軽減を図ったDT9012が試作され、1971年以降は台車をこれに振り替えている。

### ブレーキ
951-1にブレーキ専用のチョッパ制御器と抵抗器を搭載、発電ブレーキが高速域から低速域まで安定的に作用するように設計されたほか、台車の各車軸間を結ぶ軸箱梁にECB（渦電流式レールブレーキ）を搭載、発電ブレーキで発生した電力を利用し、これを直下の軌条に作用させることで高速域でより強力な制動力が得られるようにした。もっとも、このレールブレーキとしてのECBにはさまざまな問題があり、後述の速度記録達成時にはこれを撤去してばね間質量を軽減した状態で試験が実施されている。
基礎ブレーキ（摩擦ブレーキ）は圧縮空気は使用せず、ブレーキの電気指令を直接油圧に変換して摩擦力を発生させる「電磁油圧式ブレーキ」を採用した。構造はディスクブレーキ方式で、パイオニア台車のように各車輪の外側にブレーキディスクを1枚ずつ配置している。

### パンタグラフ
山陽新幹線でのき電方式変更と、これによるパンタグラフ間隔の50 mから100 mへの拡大を睨んで、各車の連結面よりに1基ずつ下枠交差式パンタグラフを搭載する。いずれも0系用PS200を軽量化したものである。2両ともに集電装置が搭載されているが、実際には951-2のものが常用され、951-1のものは試験・非常用とされた。

### 補助電源装置
補助電源は主変圧器三次巻線からの単相交流440V,60Hz（150 kVA）があり、交流電源として電動発電機（MG）による単相交流100V,60Hz（車内機器の安定化電源）、静止形インバータ（SIV）による単相交流100V,400Hzがある（主に運転台機器の電源）。1ユニット方式のため、非常時の電源として951-1のボンネット内に70 kVAディーゼル発電機を搭載している。
MGは東京芝浦電気製（MH1910-DM902形）で、2両分の給電応力を持ち、容量は25 kVAである。SIVは蓄電池からの直流100Vを入力電圧としており、容量は3.5 kVAである。各先頭車の運転台に1台ずつ搭載しているが、通常は進行方向側先頭車の機器が使用される。
空調装置は重心位置を下げるため、各車両の床下に2基が搭載される。装置は東芝製のAU91A形または三菱電機製のAU92A形集約分散形で、1台あたりの能力は冷房時26.16 kW（22,500 kcal/h）・暖房時17.44 kW（15,000 kcal/h）を有している。当時、床下搭載方式の空調装置は実用化には至らず、約20年後の東海旅客鉄道（JR東海）の300系新幹線でようやく採用に至る。

### ミニコンピュータ ATOMIC
951形では1971年（昭和46年）に、鉄道技術研究所と共同でATOMIC（Automatic Train Operation by MIni Compurter）と呼ばれるミニコンピュータシステムを搭載した。これは将来の自動運転を想定したもので、新幹線の定時運転制御、定速運転制御、定位置停止制御を1つのコンピュータシステムで処理するものである。当時、公営地下鉄では自動列車運転装置（ATO）を使用した自動運転の研究開発が行われていたが、駅間が長大となる新幹線では高度な定時運転制御が必要なことから、ミニコンピュータ方式としたものである。CPUは、日立製作所のHIDIC100を使用している。
定時運転制御は、コンピュータが運転区間の速度制限や列車の遅延等から判断して、最適な運転時分となるよう速度を制御するものである。定速運転制御は、ATC指示速度に列車の速度を追従できるよう、コンピュータが最適なマスコンノッチを選択するものである。定位置停止制御は、定位置停止装置（TASC）と同様にコンピュータが列車を自動で定位置に停止させるものである。
運転士は、運行前にIBMカードをATOMIC本体にセットすると、タイプライターにより運行ダイヤが出力され、ATOMICはその運行ダイヤを基準として自動運転を行う。運転台にはATOMIC表示盤があり、キロ程、現在時刻、残り時間をニキシー管により表示する。951形による自動運転の試験は、良好な試験結果を収めた。ATOMICによる自動運転の試験は、1972年（昭和47年）に951形とは制御機構が異なる922形電気試験車でも行われ、良好な試験結果を収めている。
その後、ATOMICを使用して機器の動作監視機能、故障発生時の遠隔処置機能の導入を進めることとしたが、951形新製当初の時点ではこれら機能の搭載は想定しておらず、実施ができなかった（厳密には一部しか実施ができなかった）。このため、次に全国新幹線鉄道整備法に対応した961形新幹線試作電車では新製当初からATOMICを搭載し、その後の開発は961形に受け継がれた。ATOMICの自動列車運転機構は実現には至らなかったが、機器の動作監視機能、故障発生時の遠隔処置機能は開発が継続され、200系新幹線で正式にモニタリング装置として実用化に至った。

### 編成形態
|          | （東海道新幹線内基準）← 新大阪東京 → |       |
| 車種     | Mc'                                  | Mc    |
| 車両番号 | 951-2                                | 951-1 |

- 951-1には空気圧縮機（CP）、主シリコン整流装置、主平滑リアクトル、主変圧器などを搭載
- 951-2には主制御器、主抵抗器、発電ブレーキ用チョッパ装置、電動発電機（MG）、蓄電池、整流装置などを搭載

## 運用
951-1は1969年2月28日に川崎車輌兵庫工場（→川崎重工業→川崎車両神戸本社）で落成、大阪運転所（当時）に搬入、3月3日に浜松工場まで輸送された。951-2は同年3月4日に日本車輌製造東京支店（蕨製作所・埼玉県川口市、当時の住所は北足立郡芝村。1971年4月生産終了）で落成、東京運転所（当時）に搬入、3月6日に浜松工場まで輸送された。各種整備後の3月26日に浜松駅 - 名古屋駅間で公式試運転が実施された。
4月から東海道新幹線新大阪 - 米原間などで新技術の機器などの試験が行われた後、1970年2月からは速度向上試験を開始した。だが、220 km/h運転を目指した走行試験中に枕木割損事故が発生、試験は一旦中止された。
1970年4月以降は、改良試験や前述の事故対策を施したDT9011形台車の試験、ミニコンピュータ ATOMICを搭載した自動運転の試験を実施した。1971年4月以降にはさらなる対策を施されたDT9012形台車が完成、1971年12月から本格的な速度向上試験が再開され、1972年2月24日15時54分、開業前の山陽新幹線姫路 - 西明石間の上り線（東京から585 km地点）で、当時の日本国内の鉄道車両最高速度記録286 km/hを達成した。
その後は961形の登場や国鉄の労使問題のためあまり試験されることもなく、1980年4月11日付で廃車された。廃車後は東京都国分寺市の鉄道技術研究所（現・鉄道総合技術研究所）に引き取られ、951-2は車両試験台に載せられた上で各種試験に使用され、2008年1月16日に研究所の敷地内に於いて解体された。相方の951-1は1991年に国分寺市に寄贈され、鉄道総合技術研究所の正門向かいの市複合施設「ひかりプラザ」の敷地内（屋外）で“新幹線資料館”として一般公開されており、座席や運転席に座れる。資料館としては、空間的にそう広くはないため多数の展示物があるわけではないが、前述の当車の速度達成記念レリーフの他、961形の記念レリーフ、新幹線の技術開発に用いた湘南電車や小田急SE車などの風洞模型などが置かれており、これら展示品は地方公共団体所有となったため伊那市などに貸出展示も行われている。